# Crucis
I Crucis sono stati un gruppo musicale rock progressivo argentino attivo alla fine degli anni settanta. Nonostante la breve carriera e due soli dischi all'attivo, i Crucis furono una delle formazioni di punta della musica rock argentina dell'epoca.

## Storia
Le radici dei Crucis affondano nei Consiguiendo Vida, un gruppo fondato nel 1969 da Gustavo Montesano (chitarra e voce),  Pino Marrone (chitarra), José Luis Fernández (basso) e Guillermo Conte (batteria).
La formazione si scioglie, ma nel 1974 Montesano (voce e chitarra), Fernández (basso e voce), Daniel Oil (tastiere) e Daniel "Topo" Frenkel (batteria) fondano i Crucis. Le composizioni di Montesano e Fernández sono di rock sinfonico influenzate dalla Premiata Forneria Marconi, i Focus, i Genesis e gli Emerson, Lake & Palmer. A fine anno si ha un avvicendamento di formazione: Montesano sostituisce al basso il dimissionario Fernández e chiama alla chitarra Pino Marrone, che trova in Anibal Kerpel il sostituto di Oil, anch'egli dimissionario. La formazione si stabilizza definitivamente l'anno seguente con l'arrivo dell'uruguayano Gonzalo Farrugia, già batterista dei compatrioti Psiglo.
I Crucis riescono ad ottenere un contratto con la principale major argentina, la RCA ed incidono così Crucis (1976) e Los delirios del Mariscal (1977). Nonostante il successo il gruppo si scioglie, anche se Homenaje, esordio solista di Montesano uscito nello stesso, anno possa essere considerato la terza opera del quartetto:   infatti Marrone, Kerpel e Farrugia sono presenti in quasi tutti brani dell'opera.

## Discografia

### Album in studio
- 1976 – Crucis
- 1977 – Los Delirios del Mariscal

### Raccolte
- 1995 – Kronologia